# Bučić
Bučić (cyr. Бучић) – wieś w Serbii, w okręgu niszawskim, w gminie Merošina. W 2011 roku liczyła 489 mieszkańców.